# Conostylis robusta
Conostylis robusta là một loài thực vật có hoa trong họ Huyết bì thảo. Loài này được Diels & E.Pritz. mô tả khoa học đầu tiên năm 1904.